# Dylan Thomas

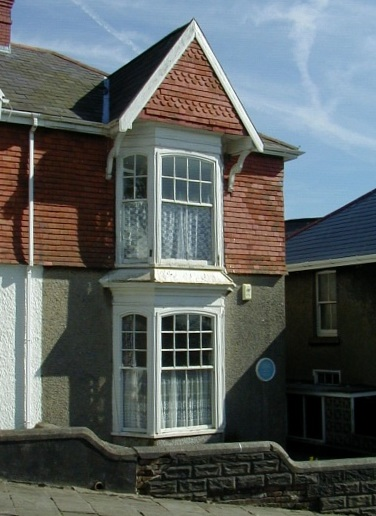
Local de nascimento de Dylan Thomas.

Dylan Marlais Thomas (Swansea, 27 de outubro de 1914 – Nova Iorque, 9 de novembro de 1953) foi um poeta galês. Conhecido por seu lirismo emotivo, exerceu grande influência na poesia do século XX, em especial na geração beat.

## Biografia
Seu pai era professor da escola primária local e costumava lhe recitar Shakespeare antes que ele pudesse ler.
Apesar de tanto seu pai e sua mãe falarem galês, tanto Dylan como sua irmã nunca aprenderam a língua e Dylan escreveu exclusivamente em inglês.
Fascinado pela língua, ele se destacou em inglês e literatura, porém negligenciava as outras matérias, largando a escola com dezessete anos para se tornar repórter júnior no Daily Post.
Em dezembro de 1932, ele deixou o trabalho e decidiu concentrar-se na sua poesia em tempo integral. Foi durante esse tempo, que Thomas escreveu mais de metade dos seus poemas.
Em 1934, quando Thomas tinha vinte anos, mudou-se para Londres, ganhou o prêmio Poet's Corner livro, e publicou seu primeiro livro, 18 Poemas, com grande sucesso. O livro era uma coleção de cadernos de poesia que Thomas tinha escrito anos antes, assim como muitos de seus livros mais populares. Durante este período de sucesso, Thomas começou também o hábito de abuso de álcool.
Ao contrário de seus contemporâneos, T. S. Eliot e W. H. Auden, Thomas não estava preocupado com a exibição de temas de questões sociais e intelectuais, e sua escrita, com o seu lirismo intenso e altamente carregada emoção, tem mais em comum com a tradição romântica. Seus poemas demonstravam influências célticas, bíblicas e do surrealismo inglês.
Aos 35 anos, em 1950, o poeta visitou os Estados Unidos pela primeira vez. Teatral, romântico e dado a porres homéricos, ele se tornou uma figura lendária nos EUA e isso ajudou sua divulgação para o mundo. Thomas tornou-se um ídolo para a geração dos poetas da chamada Geração Beat.
Ele arrebatava platéias com sua voz grave ao ler seus versos em teatros e universidades. Sua influência se espraiou até a música pop. Sabe-se que o jovem cantor e compositor americano Robert Allen Zimmerman adotou o nome Bob Dylan em homenagem ao bardo galês.
Dylan Thomas morreu de alcoolismo, aos 39 anos. Consta que, no dia de sua morte, já com sérios problemas de saúde, ele teria ingerido 18 doses de uísque, tendo caído do Chelsea Hotel, em Nova Iorque e morrido no hospital alguns dias depois. Está enterrado numa campa na Saint Martin’s Church, Laugharne, Carmarthenshire, Gales. A sua esposa, que lhe sobreviveu 40 anos, está enterrada ao seu lado.

## Obras
Poemas
- 18 Poems, 1934
- 25 Poems, 1936
- Twenty-Six Poems (1950)
- In Country Sleep 1952
- The Map of Love, 1939
- Deaths and Entrances, 1946
- In Country Sleep, 1952

Prosa
- Collected Letters
- Collected Stories
- Portrait of the Artist as a Young Dog (1940 Dent)
- Quite Early One Morning (póstumo)
- Adventures In The Skin Trade And Other Stories (1955, póstumo)
- Selected Writings of Dylan Thomas (1946)
- Uma Visão do Mar e Outras Histórias - no original A Prospect of the Sea (1955)
- A Child's Christmas in Wales (1955)
- Letters to Vernon Watkins (1957)
- Rebecca's Daughters (1965)
- After the Fair
- The Tree
- The Dress
- The Visitor
- The Vest

Teatro
- Under Milk Wood
- The Doctor and the Devils and Other Scripts (1953)